# Sint-Floriaankerk (San Pietro in Cariano)

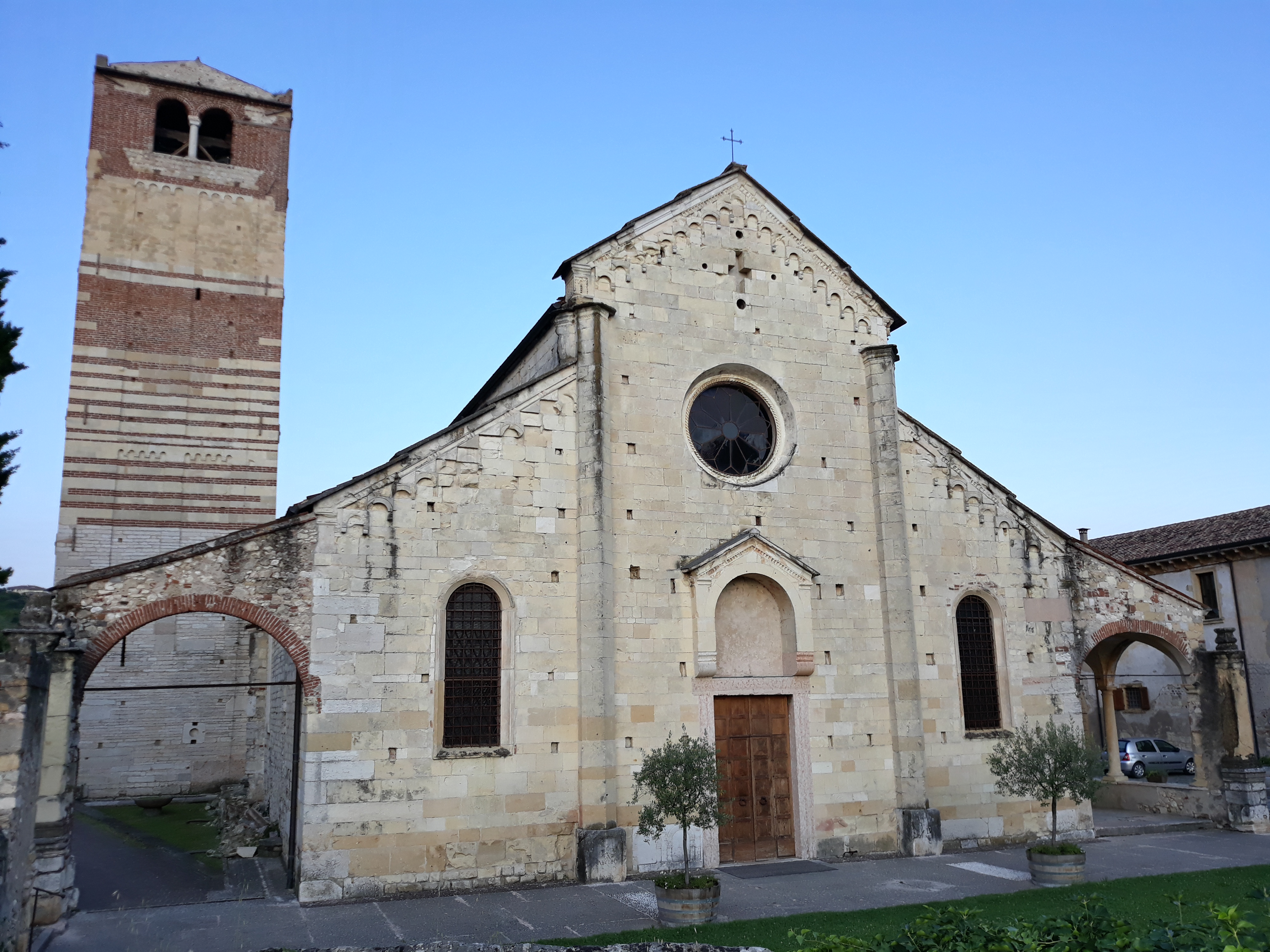
San Floriano in San Pietro in Cariano, Italië

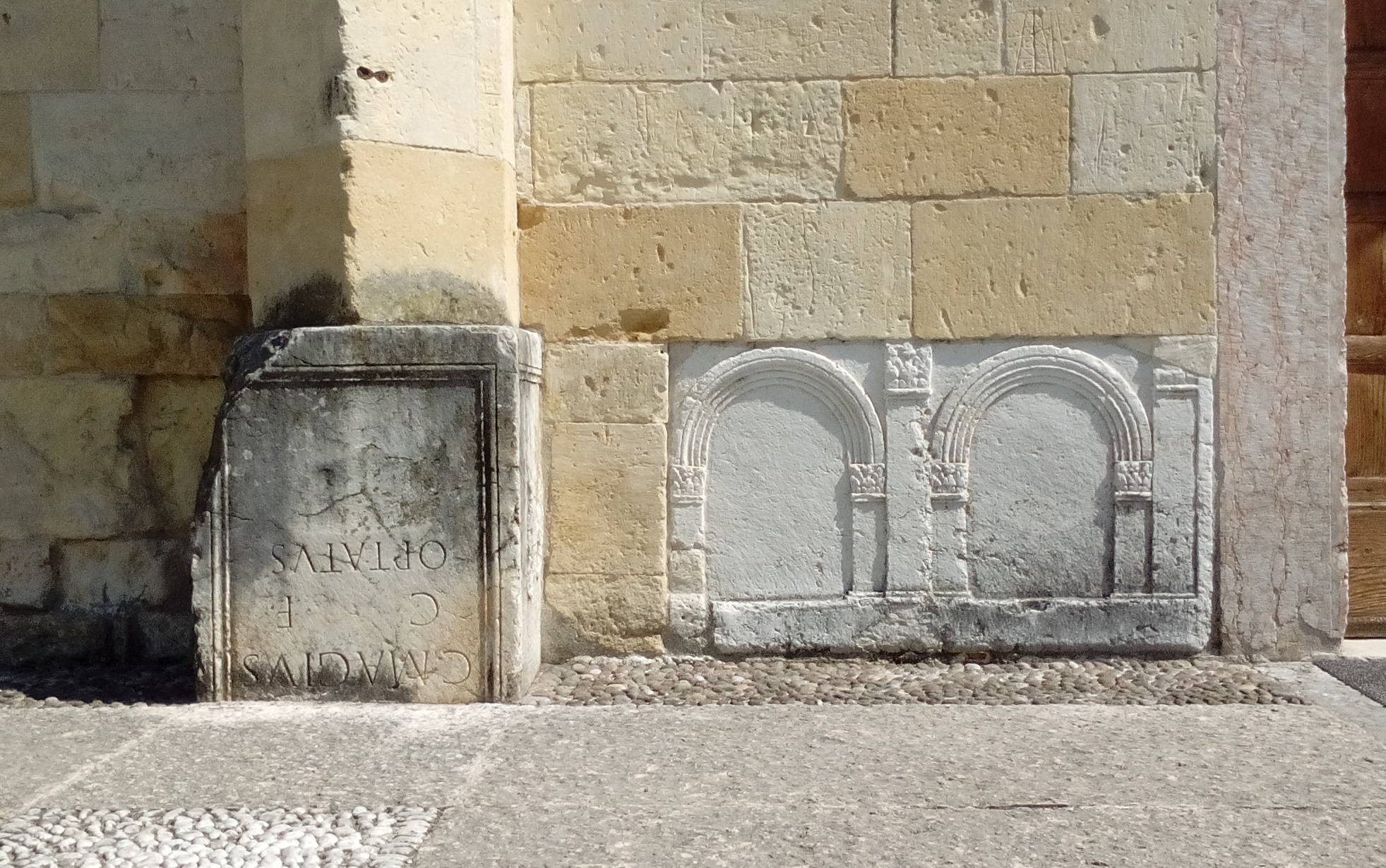
Romeinse grafstenen in de muren ingebouwd

De Sint-Floriaankerk of Pieve di San Floriano is de parochiekerk van de frazione San Floriano in de Noord-Italiaanse gemeente San Pietro in Cariano. Dit dorp ligt in de provincie Verona in de regio Veneto. Het voormalige klooster San Floriano sluit aan bij de kerk. Kerk en klooster zijn toegewijd aan de heilige Florianus van Lorch.
De kerk is in Romaanse stijl gebouwd en bevat in haar muren resten van Romeinse grafmonumenten. Dit maakt het tot een toeristische bezienswaardigheid, tezamen met de wijnstreek genoemd Valpolicella. Het is een van de best bewaarde Romaanse kerken in de provincie Verona.

## Historiek
Op deze plek stond in de Romeinse tijd een tempel. De ronde grondvesten ervan zijn bewaard gebleven. Volgens lokale onderzoekers was de tempel toegewijd aan de godin Flora. Flora werd hier aanbeden als de godin die de wijnoogst steunde. Vast staat wel dat zich rond de tempel een omvangrijke begraafplaats bevond voor Romeinen. Er moeten tientallen grafmonumenten in marmer gestaan hebben. Met de komst van het christendom in het Romeinse Rijk startten de dorpelingen de verering van Florianus van Lorch, een Romeins christen en martelaar.
In 905 is er sprake van een zekere Sint-Floriaankerk in een akte van koning Berengarius I van Italië. De parochie en het dorp vormden in de middeleeuwen een entiteit die in het Italiaans pieve genoemd werd. Nadien werden parochie en dorp juridisch gescheiden. De kerk werd verwoest in de aardbeving van Verona in 1117. 
De heropbouw van de kerk gebeurde in Romaanse stijl, in de loop van de 12e eeuw. Deze versie van de Sint-Floriaankerk is over de eeuwen bewaard gebleven; ze bevat materialen van de voormalige Romeinse graven. 
De kerktoren diende tevens als belfort. In de 16e-17e eeuw kwamen er een klooster bij.
Het interieur van de Sint-Floriaankerk werd volledig vernieuwd in de loop van de jaren 1700-1743. Het Romaanse uitzicht verdween. Zelfs alle Romaanse kapitelen werden weggekapt om een barokke binnenbekleding mogelijk te maken. Dit maakt het contrast met de Romaanse buitengevel des te groter.